# Rebocato Aguilar
Rebocato Aguilar fue un militar mexicano que participó en la Revolución mexicana como zapatista. Nació en Huehuetlán el Chico, Puebla. En marzo de 1911 se incorporó a las fuerzas maderistas comandadas por Emiliano Zapata, cuando éstas operaron por Puebla, donde combatió a las fuerzas del general Aureliano Blanquet. Con el tiempo pasó a formar parte de la División de Oriente del Ejército Libertador del Sur, bajo el mando de Francisco Mendoza Palma. Fiel defensor del Plan de Ayala, llegó a ascender a general del Ejército Libertador del Sur. Combatió a las fuerzas del dictador Victoriano Huerta y después al presidente Venustiano Carranza. Estuvo presente en Xochimilco durante el encuentro entre Emiliano Zapata y Pancho Villa.
Murió en combate al igual que su hermano Santiago Aguilar.